# Carlos Bossio
Carlos Gustavo Bossio (ur. 1 grudnia 1973 w Córdobie) – argentyński piłkarz występujący na pozycji bramkarza, obecnie zawodnik Defensa y Justicia.
Bossio swoją profesjonalną karierę rozpoczynał w Belgrano, skąd w 1994 roku przeszedł do Estudiantes La Plata. Tam przez pięć lat był podstawowym zawodnikiem zespołu. W 1996 roku 23–letni wówczas Bossio został pierwszym golkiperem w historii argentyńskiego futbolu, który zdobył bramkę po strzale głową. Stało się to 12 maja w spotkaniu Estudiantes z Racing Club. Argentyńczyk posłał piłkę do siatki po dośrodkowaniu z rzutu rożnego.
W 1999 roku wyjechał do Portugalii, gdzie występował w Benfice oraz w Vitórii Setúbal. 25 stycznia 2004 Bossio wystąpił w barwach Benfiki podczas meczu z Vitórią Guimarães, kiedy to zmarł tragicznie jego kolega z drużyny – Miklós Fehér. W roku 2004 wrócił do Argentyny i podpisał kontrakt z Club Atlético Lanús. Z miejsca został podstawowym bramkarzem zespołu i w sezonie Apertura 2007 zdobył z nim tytuł mistrzowski.
Po pięciu latach Bossio odszedł z Lanús i jako wolny zawodnik zasilił meksykańskie Querétaro. W nowej drużynie zadebiutował 1 sierpnia 2008 w przegranym 1:3 spotkaniu z Pachucą. W tamtejszej Primera División rozegrał łącznie 45 meczów.
Wiosną 2011 Bossio pozostawał bez klubu, natomiast w sierpniu tego samego roku podpisał umowę z argentyńskim drugoligowcem Defensa y Justicia z siedzibą w mieście Buenos Aires.
Bossio był powoływany do reprezentacji Argentyny w latach 1994–1996, kiedy to występował w Estudiantes. Pojechał na Igrzyska Panamerykańskie 1995 (zwycięstwo), Puchar Konfederacji 1995 (drugie miejsce), Copa América 1995 (ćwierćfinał) i Letnie Igrzyska Olimpijskie 1996 (drugie miejsce).